# Green Kendrick
Green Kendrick (* 1. April 1798 bei Charlotte, North Carolina; † 26. August 1873 in Waterbury, Connecticut) war ein US-amerikanischer Politiker. In den Jahren 1851 und 1852 war er Vizegouverneur des Bundesstaates Connecticut.

## Werdegang
Green Kendrick war das siebte von elf Kindern. Er war der Sohn eines Baumwollpflanzers in North Carolina, wo er auch die öffentlichen Schulen besuchte. Danach half er auf der Plantage seiner Eltern mit. Im Alter von 19 oder 20 Jahren begann er in seiner Heimatstadt Charlotte im Handel zu arbeiten. Seit 1829 lebte er in Waterbury, der Heimat seiner Frau Anna Maria. Dort war er in der Handwerksfirma seines Schwiegervaters beschäftigt. Später wurde er in verschiedenen Handwerksbereichen tätig. In den 1830er Jahren schloss er sich der damals gegründeten Whig Party an. Nach deren Auflösung in den 1850er Jahren wurde er Mitglied der Demokratischen Partei. In den Jahren 1846 und 1864 gehörte er dem Senat von Connecticut an; 1854 und 1856 war er Abgeordneter und Präsident im Repräsentantenhaus seines Staates.
1851 wurde Kendrick zum Vizegouverneur von Connecticut gewählt. Dieses Amt bekleidete er zwischen 1851 und 1852. Dabei war er Stellvertreter von Gouverneur Thomas H. Seymour und Vorsitzender des Staatssenats. 1852 trat er bei der Wahl gegen Seymour an, verlor aber mit 45:50 Prozent der Stimmen. Im Jahr 1856 kandidierte er dann ebenfalls erfolglos für den US-Senat. In der Stadt Waterbury bekleidete er auch einige lokale Ämter. Darüber hinaus war er in der dortigen Kirchengemeinde der First Congregational Church aktiv. Er starb am 26. August 1873.